# 11e régiment de tirailleurs de la Garde impériale
Le 11e tirailleurs de la garde est un régiment français des guerres napoléoniennes. Il fait partie de la Jeune Garde.

## Historique du régiment
- 1813 - Créé et nommé 11e régiment de tirailleurs de la Garde impériale
- 1814 - Dissout.

## Chef de corps
- 1813 : Hubert Vautrin

## Batailles
Ce sont les batailles principales où fut engagé très activement le régiment. Il participa évidemment à plusieurs autres batailles, surtout en 1814.
- 1814 : Breda, Classy, Laon et Paris.